# Phytomyptera interrupta
Phytomyptera interrupta är en tvåvingeart som först beskrevs av Aldrich 1934.  Phytomyptera interrupta ingår i släktet Phytomyptera och familjen parasitflugor. Inga underarter finns listade i Catalogue of Life.